# Jörg Weißflog
Jörg Weißflog (* 12. Oktober 1956 in Stollberg/Erzgeb.) ist ein ehemaliger deutscher Fußballspieler. In der höchsten Spielklasse des DDR-Fußballs, der Oberliga, spielte er für die BSG und den Nachfolger FC Wismut Aue.

## Sportliche Laufbahn

### Gemeinschafts- und Vereinsstationen
Weißflog war Torhüter und spielte in seiner Jugend bei der BSG Traktor Niederdorf und der TSG Stollberg. 1974 wechselte er zur BSG Wismut Aue. Im Männerbereich kam er zuerst in der 2. Mannschaft der Auer zum Einsatz, die damals in der zweitklassigen Liga spielte. Erstmals Oberligaluft wehte ihm beim Debüt am 1. November 1975 beim Auswärtsspiel gegen die BSG Chemie Leipzig um die Nase. Beim 1:1-Remis zu Hause am 9. Spieltag der Spielzeit 1975/76 wurde der Neuling gleich in der 3. Minute von Lothar Paul überwunden, hinterließ aber keinen untauglichen Eindruck. Anfang der 1980er-Jahre lief er während seiner Zeit bei der Nationalen Volksarmee für die ASG Vorwärts Plauen auf.
Nachdem er bei den wenigen vor seinem Wehrdienst erhaltenen Bewährungsproben bereits 20 Erstligaeinsätze zu verzeichnen hatte, löste der 1,85 Meter große Blondschopf erst gegen Ende der Saison 1982/83 den langjährigen Stammkeeper Ulrich Ebert endgültig als Nummer eins im Tor ab. Für die Auer bestritt Weißflog dann noch weitere 180 Spiele in der ostdeutschen Elitespielklasse.
Nach der Vereinigung spielte er für die Auer Elf, ab 1993 FC Erzgebirge Aue, in der drittklassigen NOFV-Amateur-Oberliga bzw. Regionalliga. In der Saison 1993/94 erzielte er einen weiteren Treffer.
Nachdem sein ehemaliger Nationalmannschaftskollege und nunmehriger Trainer Ralf Minge ihn Ende 1995 in Aue nicht mehr berücksichtigt und durch Sven Beuckert ersetzt hatte, wechselte Weißflog 1996 zum Chemnitzer FC und bestritt dort noch elf Spiele in der 2. Bundesliga. Bis 1998 ließ er dort seine Karriere in der Regionalliga Nordost ausklingen, wurde aber 2001 noch einmal beim FC Erzgebirge Aue reaktiviert, ohne aber zum Einsatz zu kommen.

### Auswahleinsätze
Der Auer Schlussmann hütete zwischen 1984 und 1989 15-mal das Tor der DDR-A-Nationalelf. In dieser Phase verkörperte René Müller den Goldstandard im ostdeutschen Torwartangebot, so dass für Weißflog oft nur der Platz auf der Bank blieb. Seine letzten vier Länderspiele fanden im Rahmen der Qualifikation zur WM 1990 in Italien statt. Mit Beginn der Wendesaison in der Oberliga 1989/90 rückten unter dem neuen Auswahltrainer Eduard Geyer der Magdeburger Torwart Dirk Heyne und sein Jenaer Pendant Perry Bräutigam verstärkt in den Fokus.
Für die Olympiaauswahl des DFV stand der Wismut-Torhüter in 14 Partien zwischen den Pfosten. Während er zu Testspielterminen dieses Teams oft auch auf der Bank der sich parallel im Einsatz befindlichen A-Nationalelf saß, spielte Weißflog in allen acht Qualifikationsspielen für die Spiele in Seoul. Er verpasste mit der Mannschaft aber den Sprung zum olympischen Fußballturnier 1988.

## Trainerlaufbahn
Bis zum Ende der Saison 2009/10 war Jörg Weißflog Torwarttrainer beim FC Erzgebirge Aue.

## Trivia
Am 5. April 1986 im Heimspiel gegen den FC Carl Zeiss Jena verwandelte Weißflog eine Vorlage von Harald Mothes aus halblinker Position etwa zehn Meter vor dem gegnerischen Tor mit einem Direktschuss. Der Jenaer Torhüter Perry Bräutigam blieb beim 1:1-Ausgleich in der 90. Minute ohne Chance. Auch in der Saison darauf trug sich der Torhüter in der Torschützenliste des Auer Oberligateams ein. Im Bezirksderby gegen den FC Karl-Marx-Stadt traf Weißflog mit einem Elfmeter, wie gegen Jena ein halbes Jahr zuvor, vier Monaten zum 1:1-Endstand.